# 박대륜
박대륜(朴大輪, 일본식 이름: 釋宗大輪 사쿠소 오와, 1883년 6월 19일(음력 5월 15일) ~ 1979년 음력 12월 18일)은 한국의 승려이다. 법명은 진종(振宗), 법호는 법운(法雲)이다. 대륜 또는 석대륜으로도 부른다.

## 생애
강원도 고성군 출신이며 속성은 밀양 박씨이다. 한학을 수학하다가 15세 때인 1898년 금강산 유점사에서 출가했다. 1903년 한성부로 올라와 각황사 감원으로 근무했고, 1915년에는 평양에 유점사 포교당을 설립하기도 했다.
1919년부터는 신정왕후의 조카며느리이며 숙명여자고등학교의 전신 명신여학교 설립자인 이정숙이 서울 전동에서 금강경을 독송하면서 기도 생활을 할 수 있도록 배려해주었다. 1929년 박대륜이 서울 종로구에 개설한 유점사 경성포교당은 후에 불이성 법륜사가 되었다. 많은 신도를 모으며 포교에 능력을 보였고, 백유경, 법화경, 고왕경 등 불경도 인쇄 배포하면서 활발한 활동을 했다.
1934년 사간동 포교당을 설립한 이래로는 제자를 거느리고 포교에 주로 힘썼으나, 사회사업가로서의 면모도 보인다. 《매일신보》의 보도에 따르면 오랫동안 "숨은 자선가로 일반 신도의 신뢰가 두터웠다"고 하며, 만주사변이나 수재 피해가 일어났을 때 의복 등 구호물자를 매일신보와 조선일보를 통해 기탁한 일이 있다.
1936년 8월 26일 제7대 조선총독으로 미나미 지로가 부임하던 날, 불교계에서는 이종욱, 김상호, 황금봉, 김법룡, 김태흡과 박대륜이 경성역에 나가 환영했다. 당시 직책은 유점사 포교소 대표였다. 이때 환영 행사에 참석한 이들은 이듬해 중일 전쟁 발발로 조성된 전시 정국 하에서 예외 없이 친일 행적을 보였다. 박대륜도 중일 전쟁 발발 직후부터 중국으로 출정하는 일본군 부대를 송영한 것을 시작으로 일제에 협력하였다.
박대륜은 《불교시보》에서 "지성봉공의 활동"이라고 묘사했을 만큼 전쟁 지원에 열성이었다. 전쟁 승리를 위한 기원제를 올리거나 국방헌금을 여러 차례 헌납한 것은 사찰의 주지들도 대개 동참한 일이었으나, 박대륜은 특별히 중일 전쟁 1주년을 기해 천일기도로 정진하며 일본군의 승리를 기원했고 용산 육군병원을 직접 방문해 부상 병사들을 위로했다. 1938년에도 중일 전쟁 2주년을 맞아 황군 기원제를 올리고 병원을 방문해 위문금을 전달했다.
광복 후에도 법륜사에서 활동을 계속하며 재단법인 동국학원의 이사를 지내기도 했다. 1954년 제1공화국의 대통령 이승만이 불교계 정화를 지시한 것을 계기로, 대처승과 비구승의 격돌이 벌어져 불교계에 내분이 일어났다. 이때 법륜사는 대처승 파벌의 본거지가 되어, 박대륜은 대처승 측의 중심 인물로 부상했다. 대처승들은 결국 1970년 불이성 법륜사에서 한국불교태고종을 창종해 분리되었으며, 박대륜은 태고종 초대 종정으로 취임했다.

## 사후
2008년 민족문제연구소가 발표한 친일인명사전 수록예정자 명단 중 종교 부문에 선정되었다.

## 같이 보기
- 유점사
- 불이성 법륜사
- 한국불교태고종

## 참고자료
- 임혜봉 (2005년 3월 1일). 〈박대륜 : 일본군을 위해 친일기도를 한 친일 승려〉. 《친일 승려 108인》. 서울: 청년사. 285~292쪽쪽. ISBN 9788972783848.
- 대륜(大輪) - 한국학중앙연구원